# Christian Maclagan
Christian Maclagan (1811–10 de mayo de 1901) fue una anticuaria escocesa y probablemente la primera arqueóloga en Gran Bretaña.

## Orígenes

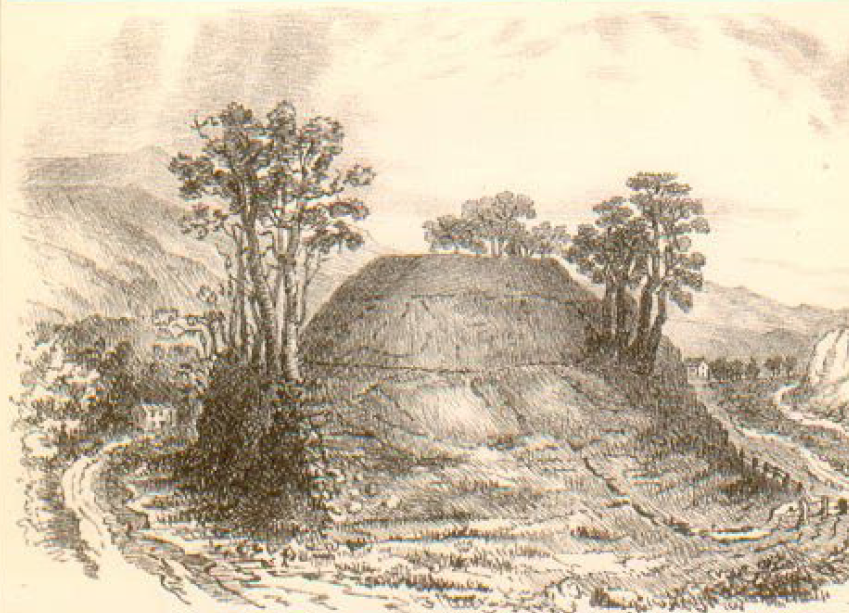
Dibujo realizado por Christian Maclagan del Cerro Keir. Dibujado alrededor de 1870

Hija del químico y destilador George Maclagan y Janet Colville de Stirling, Christian nació en la granja de la familia en Braehead, cerca del pueblo de Denny. Su padre falleció en 1818, al igual que su abuelo paterno, Frederick Maclagan, ministro parroquial en Melrose, por lo que su madre mudó al resto de la familia a Stirling, a una casa en Pitt Terrace, una parte pudiente de la ciudad cerca de las modernas oficinas del Consejo de Stirling.
Su madre falleció en 1858, y hasta esos días Christian Maclagan se había comprometido en actividades de carácter filantrópico, estableciendo una Escuela Dominical y juntando fondos para la creación de una biblioteca. Luego del Cisma de 1843, ella se unió a la Iglesia Libre de Escocia y en 1865 financió la construcción de un nuevo kirk (nombre escocés para designar a una iglesia). Su relación con la Iglesia Libre comenzó a debilitarse durante la década de 1870 y ella inició una demanda para recuperar la iglesia que había financiado, la cual posteriormente regaló a la Iglesia de Escocia. Aparentemente ella recibió una herencia por parte de uno de sus hermanos alrededor del momento de fallecimiento de su madre, lo cual la estableció como una mujer de cierta riqueza. Sus bienes fueron valuados en 3100 libras esterlinas al momento de su muerte.
Ella era una persona bien formada, con fluidez para el Latín, Francés, Griego, y Gaélico — su abuelo paterno había probado su talento al mandarla realizar una traducción de la Biblia al gaélico. También hablaba un poco de italiano y era considerada una artista hábil.

## Arqueología
Maclagan hipotetizó que los círculos y tumbas megalíticas eran los remanentes de las unidades domésticas y las fortificaciones. Ella consideraba que una evaluación académica de todos esos sitios revelaría un mensaje, expresado a través del mismo "lenguaje" arqueológico requerido para tal evaluación. Los hallazgos de sus investigaciones incluían cientos de réplicas de artefactos arqueológicos provenientes de varios sitios realizados mediante una técnica conocida como "frottage". Esta técnica consiste en utilizar cera o tiza para frotar un papel en contacto con un objeto y así obtener un molde con su forma. Algunas de sus teorías eran consideradas excéntricas por sus colegas. El rechazo de sus ideas pudo deberse a las actitudes sexistas propias de su tiempo así como también debido a los comentarios antropológicos que Maclagan planteaba junto a sus estudios arqueológicos.

## Una dama anticuaria
Uno de sus principales intereses se encontraba vinculado al estudio de los Brochs de Escocia y también fue reconocida como una de las pioneras en el uso de la excavación estratigráfica. Ella diseñó un método especial para realizar frottages sobre piedras esculpidas. Posiblemente su contribución más grande su meticulosa colección de calcos de cruces Celtas Cristianas y piedras Pictish, realizados desde la década de 1850 en adelante. Estos calcos incluyen algunos de los primeros realizados en la Cueva de Wemiss.

## Víctima de su época
Debido a que era mujer Maclagan tenía vetada su admisión como miembro de la Sociedad de Anticuarios de Escocia, por lo que simplemente era considerada una Lady Asociada. Por tal motivo ella no podía publicar de manera formal dentro de la Sociedad, y requería de un hombre para que firmara sus publicaciones. Como resultado de esta situación, ella envió sus calcos obtenidos por frottage al Museo Británico. El Museo de la Herrería, en Stirling, contiene uno de sus modelos de la torre de un Broch.
Este descarado sexismo también puede haber fomentado el menosprecio de sus investigaciones y eventualmente llevar a que uno de sus principales hallazgos, el Broch de Livilands, hoy se encuentre perdido. En el año 2016, el Doctor Murray Cook, arqueólogo del Consejo de Stirling lanzó un proyecto para "redescubrir el broch que el sexismo perdió".

## Libros publicados (en idioma original)
"What Mean These Stones?" Publisher D. Douglas, 1894 https://books.google.co.uk/books?id=x35BAAAAYAAJ&dq=inauthor:%22Christian+MacLagan%22&hl=en&sa=X&ei=OL7kVNKeJILC7AbmtoCICQ&ved=0CDoQ6AEwBg
"The Hill Forts Stone Circles and Others Structural Remains of Ancient Scotland" Publisher Edmonston and Douglas, 1875. https://books.google.co.uk/books?id=wWg4QwAACAAJ&dq=inauthor:%22Christian+MacLagan%22&hl=en&sa=X&ei=OL7kVNKeJILC7AbmtoCICQ&ved=0CCUQ6AEwAQ